# Judy Chicago
Judith Sylvia Cohen, conocida como Judy Chicago (Chicago, 20 de julio de 1939) es una pintora, escultora, educadora, escritora y pionera del arte feminista estadounidense. Se la reconoce por sus grandes piezas de instalación de arte colaborativo sobre imágenes de nacimiento y creación, que examinan el papel de las mujeres en la historia y cultura. En los 70 fundó el primer programa de arte feminista en los Estados Unidos. Su trabajo incorpora una variedad de habilidades artísticas, como la costura, contrarrestada con habilidades que requieren mucha mano de obra, como soldadura y pirotecnia. Su obra más conocida es The Dinner Party, que se instaló permanentemente en el Elizabeth A. Sackler Center for Feminist Art en el Museo Brooklyn. The Dinner Party celebra los logros de las mujeres a lo largo de la historia y es ampliamente considerada como la primera obra de arte épica feminista. Otros proyectos notables de arte incluyen International Honor Quilt, The Birth Project, Powerplay, y The Holocaust Project.

## Formación
Judy Chicago nació Judith Sylvia Cohen en 1939, hija de Arthur y May Cohen, en Chicago, Illinois. Su padre provenía de un linaje de veintitrés generaciones de rabinos, incluido el Vilna Gaon. A diferencia de sus predecesores familiares, Arthur se convirtió en un organizador laboral y marxista. Trabajó por la noche en una oficina de correos y se hizo cargo de Chicago durante el día, mientras que May, que era bailarina, trabajó como secretaria médica. La participación activa de Arthur en el Partido Comunista de los Estados Unidos, las opiniones liberales hacia las mujeres y el apoyo a los derechos de los trabajadores influyeron fuertemente en la forma de pensar y creer de Chicago. Durante la era de McCarthyism en la década de 1950, Arthur fue investigado, lo que le hizo difícil encontrar trabajo y causó mucha agitación a la familia. En 1945, mientras estaba sola en casa con su hermano menor, Ben, un agente del FBI visitó su casa. El agente comenzó a hacer preguntas a Chicago, de seis años, sobre su padre y sus amigos, pero el agente fue interrumpido al regresar May a la casa. La salud de Arthur declinó, y murió en 1953 por peritonitis. May no discutió la muerte con sus hijos y no les permitió asistir al funeral. Chicago no aceptó la muerte hasta que fue adulta; a principios de la década de 1960, fue hospitalizada durante casi un mes con una úlcera sangrante atribuida a un dolor no resuelto.
May amaba las artes e inculcó su pasión por ellos en sus hijos, tan evidente en el futuro de Chicago como artista, y la eventual carrera de su hermano Ben como alfarero. A la edad de tres años, Chicago comenzó a dibujar y fue enviada al Instituto de Arte de Chicago para asistir a clases. A la edad de cinco años, sabía que "nunca quiso hacer nada más que hacer arte" y comenzó a asistir a clases en el Instituto de Arte de Chicago. Presentó una solicitud pero se le negó la admisión al Instituto de Arte, y en cambio asistió a UCLA con una beca.
Durante los años de universidad se convirtió en activista política y empezó a diseñar carteles para la UCLA NAACP (National Association for the Advancement of Colored People) y finalmente se convirtió en secretaria de esta asociación.
En junio del 1959, conoció y se vinculó románticamente con Jerry Gerowitz. Ella dejó la escuela y se mudó con él, por primera vez teniendo su propio espacio de estudio. La pareja vivió en Greenwich Village por un tiempo, antes de regresar a Los Ángeles en 1960 para poder terminar sus estudios. Chicago se casó con Gerowitz en 1961. Se graduó con una licenciatura en Bellas Artes en 1962 y fue miembro de la Phi Beta Kappa Society. Apenas un año después, Jerry Gerowitz murió en un accidente automovilístico, una tragedia que la marcó profundamente. Recibió su Maestría en Bellas Artes de UCLA en 1964.
Mientras estaba en la escuela de posgrado, creó una serie que era abstracta, pero fácilmente reconocible como órganos sexuales masculinos y femeninos. Estas primeras obras se llamaron bigamia y representaron la muerte de su esposo. Uno representó un pene abstracto, que se "detuvo en vuelo" antes de que pudiera unirse con una forma vaginal. Sus profesores, que eran principalmente hombres, estaban consternados por estas obras. A pesar del uso de órganos sexuales en su trabajo, se abstuvo de usar la política de género o la identidad como temas.
En 1965 mostró obras en su primera exposición individual, en la Galería Rolf Nelson de Los Ángeles; fue una de las cuatro artistas femeninas que participaron en el espectáculo. En 1968, se le preguntó porqué no participó en la exposición "Mujeres en las Artes de California" en el Centro de Lytton, a la que respondió: "No apareceré en ningún grupo definido como Mujer, Judía o California. Algún día cuando todos crezcamos no habrá etiquetas." Comenzó a trabajar en la escultura de hielo, que representaba "una metáfora de lo precioso de la vida", otra referencia a la muerte de su esposo.
En 1969, el Pasadena Art Museum exhibió una serie de esculturas y dibujos de cúpulas de plástico acrílico esférico en una galería "experimental." Art in America señaló que el trabajo de Chicago estaba a la vanguardia del movimiento de arte conceptual, y el Los Angeles Times describió que el trabajo no mostraba signos de "arte de tipo teórico neoyorquino." La artista describiría sus primeras obras de arte como minimalista y como ella tratando de ser "uno de los chicos." También experimentaría con las artes escénicas, utilizando fuegos artificiales y pirotecnia para crear "atmósferas," que implicaba manipulando destellos de humo de colores al aire libre. A través de este trabajo, intentó "feminizar" y "suavizar" el paisaje.
Durante este tiempo, comenzó a explorar su propia sexualidad en su trabajo. Creó Pasadena Lifesavers, que era una serie de pinturas abstractas que colocaban pintura acrílica sobre plexiglás. Las obras combinaron colores para crear una ilusión de que las formas "giran, se disuelven, se abren, se cierran, vibran, se mueven, se menean", lo que representa su propio descubrimiento de que "yo soy multiorgásmica." Reconoció a Pasadena Lifesavers como el punto de cambio más importante en su trabajo en relación con la sexualidad y la representación de las mujeres.

### Cambio de nombre: el nacimiento de Judy Chicago
Cuando se hizo un nombre como artista y se conoció a sí misma como mujer, ya no se sentía conectada de su apellido, Cohen. Esto se debió a la pena tardía de la muerte de su padre y la pérdida de conexión con su nombre a través del matrimonio, Judith Gerowitz, después de la muerte de su marido. Decidió que quería cambiar su apellido por algo independiente de estar conectado a un hombre por matrimonio o herencia. Durante este tiempo, se casó con el escultor Lloyd Hamrol, en 1965 (se divorciaron en 1979). El galerista Rolf Nelson le puso el apodo de Judy Chicago, ya que según él, Judy tenía un fuerte acento de Chicago. Ella decidió que este sería su nuevo nombre, y trató de cambiarlo legalmente. Cambió su apellido de Gerowitz, de carga étnica, a Chicago, que era étnicamente neutral. Al hacerlo, se liberó de cierta identidad social. Se la describió como "horrorizada" por el hecho de que tenía que tener la firma de su nuevo esposo en el papeleo para cambiar su nombre legalmente. Para celebrar el cambio de nombre, posó para la invitación a la exposición vestida como un boxeador, con una sudadera con su nuevo apellido. También publicó una pancarta en la galería en su exposición individual de 1970 en California State University at Fullerton, que decía: "Judy Gerowitz se despoja de todos los nombres que se le impusieron a través del dominio social masculino y elige su propio nombre, Judy Chicago." Un anuncio con la misma declaración también se publicó en la revista Artforum en octubre del 1970.

## Carrera artística

### Movimiento feminista de los años 70
En 1970 organizó el primer curso de arte feminista en el CalArts, California State College, de Fresno. Organizó una clase que consistiría solo de mujeres, y decidió enseñar fuera del campus para escapar "de la presencia y, por lo tanto, de las expectativas de los hombres." Al año siguiente, conjuntamente con Miriam Schapiro, fundó e impartió el primer programa de arte feminista en la California School of Art de Los Ángeles. Este fue el primer programa de arte feminista en los Estados Unidos. Quince estudiantes estudiaron en Fresno State College: Dori Atlantis, Susan Boud, Gail Escola, Vanalyne Green, Suzanne Lacy, Cay Lang, Karen LeCocq, Jan Lester, Chris Rush, Judy Schaefer, Henrietta Sparkman, Faith Wilding, Shawnee Wollenman, Nancy Youdelman y Cheryl Zurilgen. Juntas, como el Programa de Arte Feminista, estas mujeres alquilaron y renovaron un estudio fuera del campus en 1275 Maple Avenue en el centro de Fresno. Aquí colaboraron en arte, realizaron grupos de lectura y grupos de discusión sobre sus experiencias de vida que luego influyeron en su arte. Todos los estudiantes y Chicago contribuyeron $25 por mes para alquilar el espacio y pagar los materiales.
Chicago es considerada una de las "artistas feministas de primera generación", un grupo que también incluye a Mary Beth Edelson, Carolee Schneeman y Rachel Rosenthal. Formaban parte del movimiento de arte feminista en Europa y los Estados Unidos a principios de la década de 1970 para desarrollar la escritura y el arte feminista.

### Womanhouse
Womanhouse fue un proyecto que involucró a Judy Chicago y Miriam Schapiro. Comenzó en el otoño de 1971, querían comenzar el año con un proyecto de colaboración a gran escala que involucraba a mujeres artistas que pasaban la mayor parte del tiempo hablando sobre sus problemas como mujeres. Usaron esos problemas como combustible y los resolvieron mientras trabajaban en el proyecto. Judy pensó que las estudiantes con frecuencia se acercan a la creación artística con la falta de voluntad para superar sus límites debido a su falta de familiaridad con las herramientas y los procesos, y la incapacidad de verse a sí mismas como personas que trabajan. "El objetivo del Programa de Arte Feminista es ayudar a las mujeres a reestructurar sus personalidades para que sean más coherentes con sus deseos de ser artistas y ayudarlas a construir su arte a partir de sus experiencias como mujeres." Womanhouse es una "verdadera representación dramática de la experiencia de la mujer desde la infancia, que abarca las luchas en el hogar, con las tareas domésticas, la menstruación, el matrimonio, etc." En el proyecto participaron además de Judy Chicago y Miriam Shapiro, Faith Wilding, Robin Mitchel, Karen Le Coq, Serry Brody, Susan Frazier, Vicki Hogetts, Robin Weltsch, Camile Gray, Robin Schiff, Beth Barchenmeier, Sandy Orgel, Nanci Youdelman y Kathy Huberland, entre otras.

### The Dinner Party
Chicago decidió tomar en serio la lección de Lerner y tomó medidas para enseñar a las mujeres sobre su historia. Esta acción se convertiría en su obra maestra, The Dinner Party, ahora en la colección del Museo Brooklyn. Le tomó cinco años y costó alrededor de $250,000 para completar. Primero concibió el proyecto en su estudio de Santa Mónica: un triángulo grande, que mide 48 pies por 43 pies por 36 pies, que consta de 39 lugares. Cada lugar conmemora una figura femenina histórica o mítica, como artistas, diosas, activistas y mártires. Los corredores de mesa bordados están cosidos en el estilo y la técnica de la época de la mujer. El proyecto llegó a buen término con la asistencia de más de 400 personas, principalmente mujeres, que se ofrecieron como voluntarias para ayudar en la costura, creando esculturas y otros aspectos del proceso. Cuando The Dinner Party se construyó por primera vez, era una exposición itinerante. Through the Flower, su organización sin fines de lucro, fue creada originalmente para cubrir los gastos de creación y viajes de la obra de arte. Jane Gerhard dedicó un libro a Judy Chicago y The Dinner Party, titulado "The Dinner Party: Judy Chicago y The Power of Popular Feminism, 1970-2007."
Hubo muchos críticos de arte, incluido Hilton Kramer de The New York Times, que no se impresionaron con su trabajo. Kramer sintió que la visión de Judy no se transmitió a través de esta pieza y "parecía un libelo indignante en la imaginación femenina." Aunque los críticos de arte, consideraron que su trabajo carecía de profundidad y la cena fue simplemente "vaginas en platos", fue popular y cautivó al público en general. Pudo presentar su trabajo en 6 países de 3 continentes diferentes. Fue capaz de llegar a más de un millón de personas a través de su obra de arte. Es posible que su trabajo no haya sido apoyado por la crítica, pero pudo cautivar al público con su mensaje feminista y honrar a las 39 figuras históricas y otras 999 mujeres que aparecen en su trabajo.

### Birth ProjectyPowerplay
Desde 1980 hasta 1985, creó Birth Project. Invirtió cinco años en la creación. La pieza utiliza imágenes del parto para celebrar el papel de la mujer como madre. Se inspiró para crear este trabajo colectivo debido a la falta de imágenes y representación del nacimiento en el mundo del arte. La instalación reinterpretó la narrativa de la creación del Génesis, que se centró en la idea de que un dios masculino creó a un humano masculino, Adán, sin la participación de una mujer. Chicago describió la pieza como revelando un "yo femenino primordial escondido entre los rincones de mi alma ... la mujer que da a luz es parte del alba de la creación." 150 trabajadores de la costura de los Estados Unidos, Canadá y Nueva Zelanda asistieron en el proyecto, trabajando en 100 paneles, mediante acolchado, macramé, bordado y otras técnicas. El tamaño de la pieza significa que rara vez se muestra en su totalidad. La mayoría de las piezas de Birth Project se encuentran en la colección del Museo de Albuquerque.
Chicago no estaba personalmente interesada en la maternidad. Mientras admiraba a las mujeres que eligieron este camino, no lo encontró bien para ella. En 2012, dijo, "No había forma en este mundo de que pudiera tener hijos y la carrera que he tenido."
Después del Proyecto de Nacimiento, regresó al trabajo de estudio independiente. Creó PowerPlay, una serie de dibujos, tejidos, pinturas, papel fundido y relieves de bronce. A través de la serie, reemplazó la mirada masculina por una feminista, explorando la construcción de la masculinidad y cómo el poder ha afectado a los hombres.

### Holocaust Project: From darkness into light
A mediados de la década de 1980, los intereses de Chicago "se trasladaron más allá de los 'temas de identidad femenina' a una exploración del poder y la impotencia masculinos en el contexto del Holocausto." The Holocaust Project: From Darkness to Light (1985-93) es una colaboración con su esposo, el fotógrafo Donald Woodman, con quien se casó en la Nochevieja de 1985. Aunque sus esposos anteriores eran judíos, no fue hasta que conoció a Woodman que comenzó a explorar su propia herencia judía. Chicago conoció al poeta Harvey Mudd, quien había escrito un poema épico sobre el Holocausto. Chicago estaba interesada en ilustrar el poema, pero decidió crear su propio trabajo, utilizando su propio arte, visual y escrito. Chicago trabajó junto a su esposo para completar la pieza, que tardó ocho años en terminar. La pieza, que documenta a las víctimas del Holocausto, se creó en un momento de pérdida personal en la vida de Chicago: la muerte de su hermano Ben, de la enfermedad de Lou Gehrig, y la muerte de su madre de cáncer.
Chicago utilizó el trágico evento del Holocausto como un prisma a través del cual explorar la victimización, la opresión, la injusticia y la crueldad humana. Para buscar inspiración para el proyecto, Chicago y Woodman vieron el documental Shoah, que comprende entrevistas con sobrevivientes del Holocausto en los campos de concentración nazis y otros sitios relevantes del Holocausto. También exploraron archivos de fotos y piezas escritas sobre el Holocausto. Pasaron varios meses recorriendo campos de concentración y visitaron Israel. Chicago introdujo otras cuestiones en el trabajo, como el ecologismo, el genocidio de los nativos americanos y la guerra de Vietnam. Con estos temas, buscó relacionar los problemas contemporáneos con el dilema moral detrás del Holocausto. Este aspecto del trabajo causó controversia dentro de la comunidad judía, debido a la comparación del Holocausto con estas otras preocupaciones históricas y contemporáneas. The Holocaust Project: From Darkness to Light consta de dieciséis trabajos a gran escala hechos de una variedad de medios que incluyen: tapices, vitrales, trabajos en metal, trabajos en madera, fotografía, pintura y la costura de Audrey Cowan. La exhibición termina con una pieza que muestra a una pareja judía en Sabbath. La pieza comprende 3000 pies cuadrados, lo que proporciona una experiencia de exposición completa para el espectador. Se exhibió por primera vez en octubre de 1993 en el Museo Spertus en Chicago. La mayor parte del trabajo de la pieza se lleva a cabo en el Centro de Holocausto en Pittsburgh, Pensilvania.

### Resolutions: A Stich in Time
Es su último trabajo, iniciado en 1994, contó con la ayuda de especialistas de la aguja con los que había trabajado con anterioridad. La obra alterna una serie de pinturas y bordados que reinterpretan refranes y proverbios. Esta exposición se inauguró en junio de 2000 en el Museo de Arte y Diseño de Nueva York, y estuvo de gira por diferentes estados de los Estados Unidos y Canadá. A lo largo de todo 2014, y coincidiendo con su 75 cumpleaños, se realizaron una serie de exposiciones conmemorativas y eventos en diferentes galerías e instituciones de los Estados Unidos, como el Museo Palmer de la Universidad Estatal de Pensilvania, el Museo Nacional de Mujeres Artistas a Washington, la Biblioteca Schlesinger, Museo Brooklyn y el Museo de Arte de Nuevo México, entre otros.

### Trabajo y Vida
Para celebrar el 25 aniversario de bodas con Woodman creó una "Renovación Ketubah" en 2010.
En 1994 comenzó "Resoluciones: una puntada a tiempo", que tardó seis años en completarse. La audiencia pública luego pudo ver este proyecto en el Museo de Arte y Diseño en Nueva York en 2000.
En 1996, Chicago y Woodman se mudaron al histórico Belen Hotel, un histórico hotel ferroviario en Belén, Nuevo México, que Woodman había pasado tres años convirtiéndo en una casa.
Los archivos de Chicago se conservan en la Biblioteca Schlesinger en Radcliffe College, y su colección de libros de historia y cultura de mujeres se encuentra en la colección de la Universidad de Nuevo México. En 1999 recibió el Premio UCLA Alumni Professional Achievement, y recibió títulos honorarios de la Universidad de Lehigh, Smith College, Duke University y Russell Sage College. En 2004 recibió un Premio Mujer Visionaria de Moore College of Art & Design. Fue nombrada homenajeada del Proyecto Nacional de Historia de la Mujer por el Mes de la Historia de la Mujer en 2008. Chicago donó su colección de materiales educativos de arte feminista a la Universidad de Penn State en 2011. Vive en Nuevo México. En el otoño de 2011 regresó a Los Ángeles para la inauguración de la exposición "Concurrents" en el Museo Getty. Para la exposición, regresó al campo de fútbol de Pomona College, donde a fines de la década de 1960 había realizado una instalación basada en fuegos artificiales y volvió a interpretar la pieza.
Chicago tuvo dos exposiciones individuales en el Reino Unido en 2012, una en Londres y otra en Liverpool. La exposición de Liverpool incluyó el lanzamiento de su libro sobre Virginia Woolf. Una vez que fue una parte periférica de su expresión artística, ahora considera que la escritura está bien integrada en su carrera. Ese año, también recibió el Premio a la Trayectoria en la Feria de Arte de Palm Springs.
Chicago tiene colecciones permanentes en numerosos museos de todo el mundo. Entre ellos se incluyen el Museo Británico, el Museo de Brooklyn, el Museo Getty Trust, el Museo de Arte del Condado de Los Ángeles, el Museo de Arte de Nuevo México, la Galería Nacional de Arte, el Museo Nacional de Mujeres en las Artes, la Academia de Bellas Artes de Penn Arts, y el Museo de Arte Moderno de San Francisco.
En su entrevista con Gloria Steinem, habló de su "objetivo como artista", afirmando que "... ha sido crear imágenes en las que la experiencia femenina es el camino hacia lo universal, en lugar de aprender todo a través de la mirada masculina."